# Пенчо Кубадински
Пенчо Пенев Кубадински е български политик от БКП, член на нейното Политбюро (1966 – 1990) и участник в комунистическото съпротивително движение по време на Втората световна война, партизанин от Партизански отряд „Август Попов“.

## Биография

### Произход и ранни години
Пенчо Кубадински е роден на 27 юли 1918 г. в село Кобадин, Ескиджумайско. Член е на РМС от 1934 г. и на БРП (т.с.) от 1939 г. През 1940 година завършва гимназия в Котел. В периода 1942 – 1944 г. е секретар на ОК на РМС в Шумен. През 1942 година преминава в нелегалност и става член на ОК на БРП в Шумен. Командир е на партизански отряд, член на щаба и заместник политически комисар на Девета въстаническа оперативна зона. Осъждан на смърт.

### Професионална кариера
След 9 септември 1944 г. е първи секретар на Областния комитет на РМС във Варна. Бил е член на Бюрото на ЦК на РМС и завеждащ отдел там. От 1946 до 1948 г. е командир на националната младежка бригада „Георги Димитров“. Завършва Висшата партийна школа при Централния комитет на ЦК на БРП (к.). Става секретар на ОК на БРП (к.) в Русе. Участник в строителството на Димитровград. Директор е на Държавно строително обединение в периода 1948 – 1951 г., което има за основна цел изграждането на града, Азотно-торовия завод, ТЕЦ „Марица – 3“. Първи секретар на Окръжния комитет на БКП в Русе (1952 – 1958). От 1958 г. до 1962 г. е секретар на ЦК на БКП. От 5 ноември 1962 г. е кандидат-член, а от 19 ноември 1966 г. – и пълноправен член на Политбюро на ЦК на БКП. Заместник-председател на Министерския съвет и председател на НС на ОФ (от 1974). Бил е и кандидат-член на ЦК на БКП от 4 март 1954 г. и пълноправен член от 11 юли 1957 до 10 ноември 1989 г. От 8 октомври 1962 г. е член на Военния съвет на Гранични войски. Член на Държавния съвет на Народна република България от 2 юли 1975 до 10 ноември 1989 г. и народен представител между 1954 до 1989 г.
В края на 60-те години на двадесети век Кубадински се налага като водещ партиен авторитет в областта на семейната и репродуктивна политика. Във връзка с опасенията от бързо намаляващата раждаемост в България, през 1967 година предлага пълната забрана на абортите по румънски образец, но предложението му е прието само частично.
Част е от групата, инициирала т.нар. Възродителен процес, а в началото на 1985 година ръководи специална временна комисия, която координира неговото реализиране.
Кубадински е сред най-близките до лидера Тодор Живков партийни функционери и се ползва с неговото особено доверие. На няколко пъти обаче не успява да повлияе на решенията му, например през 1965 г. Кубадински неуспешно се опитва да накара Живков да не подпише договор с американската компания „Кока-Кола“ за внос на напитката в България. Според ръководителя на Управлението за безопасност и охрана, в края на 80-те години той прекарва почти цялото си време в скъпи ловни излети.
Пенчо Кубадински е Герой на социалистическия труд (указ № 1350 от 16 юли 1978), носител на 4 ордена „Георги Димитров“ (1951, 1959, 1958, 1971) и на орден „13 века България“.
През 1967 г. е обявен за почетен гражданин на Димитровград.
На 2 септември 1969 г. е обявен за почетен гражданин на Разград по повод 25-тата годишнина от 9 септември 1944 г.

## Смърт
Пенчо Кубадински умира на 22 май 1995 г. на 76 години от рак на панкреаса.
Обявен е посмъртно за почетен гражданин на град Лозница в началото на септември 2004 г., но скоро след това званието му е отнето след подписка на жителите от околните селища и съответно искане на кмета Айхан Хашимов.